# 靳姓
靳姓為中文姓氏之一，廣佈西河郡一帶。入《百家姓》第212位。

## 起源
- 楚靳尚之後，食采于靳，以邑為氏。

## 名人
- 靳雲鵬，民國初年軍閥。

- 靳珩，河北無極人，工程師，曾參與設計修築臺灣中橫公路。

- 靳鐵章，詞曲創作人、歌手。

- 靳秀麗，主播。

- 靳蜀美，編劇、導演。

- 靳東美，配音員。

- 靳其佩，女演員。

- 靳家驊，導演。

## 外部連結
- 字典中 靳 字的解释 （页面存档备份，存于）

## 延伸阅读
[在维基数据编辑]
 《百家姓》
 《欽定古今圖書集成·明倫彙編·氏族典·靳姓部》，出自陈梦雷《古今圖書集成》